# Полоцк
По̀лоцк или По̀лацк (на беларуски: По́лацк; на руски: Полоцк; на литовски: Polockas; на полски: Połock) е исторически град във Витебска област, в северната част на Беларус, административен център на Полоцки район. Разположен в устието на река Полота, приток на Западна Двина. Населението на града през 2009 година е 82 547 души.

## История
Първото споменаване на Полоцк в летописите е през 862 г., в „Повесть временных лет“:
| „ | В лѣто 862 приіа власть Рюрикъ и раздаіа мужемъ своимъ градъі: ѡвому Полотескъ, ѡвому Ростовъ, другому Бѣлоѡзеро. | “ |

В средата на X век е създадено Полоцкото княжество, което влиза в земите на древноруската държава, но фактически остава независимо. От 988 до 1001 г., княз в Полоцк е Изяслав Владимирович, син на Рогнеда Рогволодовна. През 992 г. е създадена Полоцката епархия.
От 1003 до 1044 г., княз е Брячислав Изяславич.
1066 г. – построен е Софийският събор, един от най-ранните храмове в Русия, започнат през 1044 г. Всеслав Чародей слага на камбанарията на храма камбаната, снета от Софийския събор в Новгород.
През 1106 г. (1108?) е родена преподобната Ефросиния Полоцка. Внучка на княз Всеслав Чародей, княгиня и игуменка. С нейното име е свързано и създаването от бижутера Лазар Богши, през 1161 г., на известния кръст на Ефросиния Полоцка – шедьовър на старобеларуското ювелирно изкуство. Ефросиния е сред първите канонизирани жени, пазителка не само на Полоцк, но и на всички беларуски земи.
През 1130 г., Великият киевски княз Мстислав Велики присъединява Полоцк към владенията си. В началото на XIII век, Полоцкото княжество води борба с рицарите от Ливонския орден, които са завладели редица руски градове по течението на Западна Двина. Около 1265 г., Полоцк, заедно с Витебск, влиза в земите на Великото Литовско княжество, където се ползва с широки права на автономия и до началото на XV век има собствени князе. През 1498 г., градът придобива Магдебургското право.
В периода 1504 – 1772 г., Полоцк е столица на Полоцкото войводство на Великото Литовско княжество, което от 1569 г. е войводство в Жечпосполита. По думите на съвременника на Стефан Батори – Гейденщайн, Полоцк през XVI век се състои от два замъка, горен и долен, и град Заполотие. Заобиколен е от всички страни с дълбоки ровове, високи валове и дървени стени.
След обсадата през 1563 г., градът за известен период (1563 – 1579 и за кратко от 1654 до 1667 г.) е под властта на руската държава. По думите на болярина Шереметев, през 1655 г. горният замък е укрепен с ограда от колове с 9 кули, долният – с отвесни тераси със 7 кули, а поселището – с укрепени постове. Градът е обкръжен с двойна палисада и дълбок ров, и е добре приспособен за отбрана. Понастоящем няма запазени останки от замъците.
До Първата подялба на Полша през 1772 г., Полоцк е в земите на Великото Литовско княжество, а след нея преминава към Русия.
От 1772 до 1777 г. е включен в Псковската губерния.
През 1777 г., Полоцк става административен център на Полоцка губерния. От 1796 г. е уезден град в Беларуска губерния, а от 1802 г. е административен център на уезд във Витебска губерния.
През 1812 г., край Полоцк се водят две сражения между руската и френската армия.
В началото на Великата Отечествена война, на 16 юли 1941 г., Полоцк е превзет от германските войски. Освободен е на 4 юли 1944 г., от частите на 1-ви Прибалтийски фронт. След разпадането на СССР през 1991 г., градът е част от Беларус.

## Забележителности
- Богоявленски събор
- Софийски събор
- Спасо-Ефросиниевски манастир

## Интересни факти
През есента на 2008 г. беларуски специалисти установяват, че географският център на Европа се намира в Полоцк. По-късно това измерване е потвърдено от руския Институт по геодезия, аероснимки и картография. На 31 май 2008 г., в Полоцк е поставен паметен знак „Географски център на Европа“  Архив на оригинала от 2008-06-03 в Wayback Machine..

## Известни личности
- Борис Гальоркин – инженер, учен в областта на теорията на еластичността и математик,
 член на Академията на науките на СССР, генерал-лейтенант от инженерните войски.
- Симеон Полоцки
- Франциск Скорина
- Ефросиния Полоцка

## Почетни граждани
- Валентин Пенковски – армейски генерал, командир на Беларуския военен окръг в началото на 1960-те години.

## Побратимени градове
- Йонава, Литва
- Мингечевир, Азербайджан